# Leonel Núñez
Leonel Núñez (Buenos Aires, 13 oktober 1984) is een Argentijns profvoetballer die speelt bij CA Independiente. Hij speelde eerder voor Olympiakos Piraeus en Bursaspor. 
Hij is gezegend met een fenomenale traptechniek. Dit bewees hij nog maar eens in de partij tegen AA Argentinos Juniors in de Clausura 2010. Núñez mocht aanleggen voor een hoekschop en trapte deze rechtstreeks binnen, een 'gol olimpico'.